# Пасьмехи
Пасьмехи (пол. Paśmiechy) — село в Польщі, у гміні Казімежа-Велька Казімерського повіту Свентокшиського воєводства.
Населення — 211 осіб (2011).
У 1975-1998 роках село належало до Келецького воєводства.

## Демографія
Демографічна структура на день 31 березня 2011 року:
|          | Загалом | Допрацездатний вік | Працездатний вік | Постпрацездатний вік |
| -------- | ------- | ------------------ | ---------------- | -------------------- |
| Чоловіки | 112     | 11                 | 88               | 13                   |
| Жінки    | 99      | 14                 | 53               | 32                   |
| Разом    | 211     | 25                 | 141              | 45                   |